# Sidney Friede
Sidney Friede (Berlijn, 12 april 1998) is een Duits voormalig voetballer die als middenvelder speelde.

## Clubcarrière
Friede werd in 2012 bij SC Staaken 1919 weggeplukt door Hertha BSC. Vanaf 2016 kwam de middenvelder uit voor het B-team van de hoofdstedelijke club in de Regionalliga Nordost, het vierde niveau in het Duitse voetbal. Op 31 januari 2018 ondertekende Friede zijn eerste profcontract bij Hertha BSC.
Op 17 januari 2019 maakte Hertha BSC bekend dat Friede voor zes maanden werd uitgeleend aan de Belgische eersteklasser Royal Excel Moeskroen, zonder aankoopoptie. De jonge middenvelder maakte drie dagen later zijn eersteklassedebuut tegen KV Oostende met een invalbeurt voor Selim Amallah in de 88e minuut. Zijn eerste basisplaats kreeg hij een week later, op 26 januari 2019, tegen competitieleider RC Genk. In zijn derde wedstrijd voor Moeskroen, op 1 februari 2019 tegen Sporting Charleroi, scoorde hij zijn eerste competitiedoelpunt in de Jupiler Pro League. Friede werd uiteindelijk een belangrijk onderdeel van het Moeskroen dat na Nieuwjaar doorheen de reguliere competitie walste. met onder meer een doelpunt in de 1-2-zege tegen KAA Gent en een assist in de 1-0-zege tegen KSC Lokeren. In de reguliere competitie miste hij enkel de thuiswedstrijd tegen STVV door een gele schorsing. In Play-off 2 spelde hij nog twee wedstrijden mee, maar in april 2019 viel hij voor de rest van het seizoen uit met een heupblessure.
Na zijn terugkeer naar Hertha BSC kwam hij opnieuw niet aan spelen toe in het eerste elftal, ondanks het feit dat zijn voormalige beloftentrainer Ante Čović in de zomer van 2019 was gepromoveerd tot trainer van het eerste elftal. Na diens ontslag in november 2019 kwam er geen beterschap onder Jürgen Klinsmann, waarna Friede in januari 2020 de club op definitieve basis verliet voor de Duitse tweedeklasser SV Wehen Wiesbaden. Daar speelde hij in zijn eerste halve seizoen slechts een wedstrijd in de 2. Bundesliga: op de 22e speeldag speelde hij 67 minuten tegen SSV Jahn Regensburg.
In juli 2020 verliet Friede, die slechts een contract tot het einde van het seizoen had ondertekend bij Wehen Wiesbaden, de club al voor de Slowaakse eersteklasser DAC 1904 Dunajská Streda. Daar kwam hij met Bernd Storck, zijn ex-trainer van bij Moeskroen, een oude bekende tegen. Friede maakte een goede start in Slowakije: DAC brak een nationaal record door zijn eerste acht competitiewedstrijden te winnen, Friede was hierin zesmaal basisspeler en stond tweemaal aan het kanon. Op de tiende competitiespeeldag scoorde hij zijn derde doelpunt voor DAC in de 2-4-zege tegen MFK Zemplin Michalovce. Daarna viel Friede maanden uit met een meniscusblessure, die hij opliep op training. Friede maakte op 4 april 2021 zijn comeback in de competitiewedstrijd tegen MŠK Žilina en speelde in de twee weken nadien nog mee in de bekerwedstrijden tegen MFK Ružomberok en FK Dukla Banská Bystrica, maar Friede viel opnieuw geblesseerd uit. In mei 2021 zette Friede op amper 23-jarige leeftijd een punt achter zijn carrière, omdat de hoge belasting van zijn knie en enkel grote gevolgen op lange termijn zou kunnen hebben.

## Interlandcarrière
Friede nam met de U19 van Duitsland deel aan het EK –19 2017 in Georgië. In een groep met Nederland, Engeland en Bulgarije eindigde Duitsland derde in groep B met drie punten, waardoor het in de groepsfase reeds uitgeschakeld werd. Friede, die in de 3-0-zege tegen Bulgarije één keer scoorde, maakte in de drie groepswedstrijden de 90 minuten vol.

## Trivia
- Zes maanden nadat hij het einde van zijn profcarrière had aangekondigd, sloot Friede zich aan bij Focus, een van de grootste esport-organisaties van Duitsland.[13] Samen met voormalig e-atleet Elias Nerlich richtte hij voetbalclub Delay Sports Berlin op.[13][14]